# オレゴン・ワイン
オレゴン・ワイン（Oregon wine）は、アメリカ合衆国オレゴン州で生産されているワインである。オレゴン州をはじめとして州境をまたいだワシントン州やアイダホ州の一部にはブドウの栽培に適した地域が数多く存在しており、1840年代よりワイン生産が行われていた。1960年代に入り、これらのワインは商業用の生産が開始された。
オレゴン州にあるアメリカブドウ栽培地域（American Viticultural Area, AVA）のうち、その全域が州内に含まれる地域に、ウィラメット・ヴァレーAVA、サザン・オレゴンAVA、アムクワ・ヴァレーAVA、ローグ・ヴァレーAVAなどがある。一方、部分的にオレゴン州に属している地域は、コロンビア・ゴージAVA、ワラ・ワラ・ヴァレーAVA、スネーク・リバー・ヴァレーAVAである。オレゴン州で栽培される最も重要なブドウ種はピノ・ノワールとピノ・グリ（Pinot gris）で、2005年には16,000トン（14,515メートルトン）以上が収穫された。
オレゴン州には303のワイナリー（ワイン醸造所）があり、ワイン・テイスティングを中心に観光業が発展した。このような観光業は、ポートランド南西に広がるヤムヒル渓谷で、特に著しい。2004年にはワイン観光業の総売り上げが9200万米ドルに達した。

## オレゴン・ワイン生産の歴史
オレゴン・ワインは、オレゴン準州が成立した1840年代から生産されていたが、ワイン生産が州の主要産業として興隆を迎えたのは1960年代に入ってからである。1847年に初めてブドウの栽培が始まり、記録上最も古いワイナリーは1850年にジャクソンヴィルで設立した。19世紀の間は、さまざまな品種のブドウが移民によって実験的に栽培された。1904年、オレゴンのワインメーカーがセントルイス万国博覧会で入賞を果たした。その後、禁酒法でワイン生産は一時中断した。他の州と同じく、オレゴンのワイン産業は禁酒法廃止後の30年間、休止期が続いた。

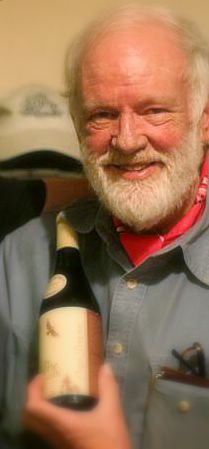
ジ・アイリー・ヴィンヤーズのデイヴィッド・レット

オレゴン州のワイン産業は1960年代に再編が始まった。1960年代にはカリフォルニア州のワインメーカーも幾つかのブドウ園をオレゴン州に開園している。ウィラメット渓谷は、それまでブドウ栽培には寒すぎると永らく考えられてきたが、この時期になってピノ・ノワールの栽培が始まった。1970年代に入ると、さらに多くの州外ワインメーカーがオレゴン州にブドウ園を開園している。土地利用に関する州法は、地方丘陵の宅地利用に制限をかけ、ブドウ園に適した広大な土地を保護した。1979年、ジ・アイリー・ヴィンヤーズがワイン・オリンピックの1975年製ピノ・ノワール部門に出場。同地域のワインとしては初めて、世界最高級の評価を獲得した。
1980年代に入っても高い評価は変わらず、オレゴン州にワイナリーとブドウ園が次から次へと設立した。オレゴン・ワイン産業は発展を続け、州内で初めてとなるアメリカブドウ栽培地域（American Viticulture Areas, AVA）が確立。またオレゴン州はフランスのブルゴーニュ地域との関係を強めていく中で、オレゴン州知事がブルゴーニュへの公式訪問を果たし、フランスの優れたワイン農家がオレゴン州のダンディーに土地を購入するに至った。
1990年代初頭、オレゴン州のワイン産業はブドウネアブラムシ（Phylloxera）の大発生に苦しんだが、ワインメーカーはすぐさま耐久性に優れた台木（rootstock）を使用し、深刻な被害の回避に尽力した。州議会はワイン生産と流通を高めるように作られた新法を制定した。州は「グリーンなワイン生産」と呼ばれる環境に優しいワイン産業を目指した生産形態に着目した。新しいAVAも設立され、2005年までに314のワイナリー、519のブドウ園が州内で稼働している。

## ワインのブドウ品種
アメリカ合衆国で生産されている他のワインと同じく、オレゴン州のワインは、単一品種のブドウで作ったワインが市場に出ている。オレゴン州法は、オレゴン州で生産されるワインは原材料となったブドウ品種を明示しなければならず、またその品種を90%以上含まなければならない、と規定している。オレゴン州法は長期間に渡り原産地以外の地名を用いることを禁止している。オレゴン・ワインはピノ・ノワールと呼ばれるブドウ品種が最も有名で、州内の全域で生産されている。特にウィラメット・ヴァレー産のピノ・ノワールは、ワインの愛好者や評論家から多大な称賛を得ており、オレゴンは今や世界でも一級のピノ生産地域としての評価を確立している。
2005年にオレゴン州で生産された品種の上位5種：
- ピノ・ノワール 7,974エーカー（32 km²）、12,086ショートトン（10,964メートルトン）
- ピノ・グリ（Pinot gris） 1,184エーカー（5 km²）、4,317ショートトン（3,916メートルトン）
- シャルドネ 842エーカー（3.4 km²）、1,568ショートトン（1,422メートルトン）
- メルロー 550エーカー（2.2 km²）、675ショートトン（612メートルトン）
- リースリング 524エーカー（2.1 km²）、1,000ショートトン（907メートルトン）

他にオレゴン州で生産されている主要な品種に、カベルネ・ソーヴィニョン、ゲヴュルツトラミネール、ミュラー・トゥルガウ、ピノ・ブラン、ソーヴィニョン・ブラン、セミヨン、シラーがある。
少量ながらも生産されているV. vinifera（ヨーロッパ・ブドウ）のワインに、アルネイス、バコ・ノワール、カベルネ・フラン、シュナン・ブラン、ドルチェット、ガメ・ノワール、グルナッシュ、マレシャル・フォシュ、マルベック、マスカット、ネッビオーロ、プティ・シラー、サンジョヴェーゼ、テンプラニーリョ、ヴィオニエ、ジンファンデルがある。
また、スパークリング・ワイン、レイト・ハーベスト・ワイン、アイス・ワイン、デザート・ワインも生産されている。

## 現状
| 年   | ブドウ園面積          | ブドウを圧搾する ワイナリーの数 | 圧搾されたブドウの量 1 Metric Ton = 1000 kg | 売り上げ（ケース） 1 ケース = 12 瓶 |
| ---- | --------------------- | ------------------------------- | ------------------------------------------- | ----------------------------------- |
| 1995 | 7,100 acres (29 km²)  | 92                              | 14,280 short tons (12,955 MT)               | 734,437                             |
| 1996 | 7,500 acres (30 km²)  | 94                              | 15,191 short tons (13,781 MT)               | 741,953                             |
| 1997 | 7,800 acres (32 km²)  | 94                              | 18,669 short tons (16,936 MT)               | 827,312                             |
| 1998 | 9,000 acres (36 km²)  | 103                             | 13,265 short tons (12,034 MT)               | 894,386                             |
| 1999 | 9,800 acres (40 km²)  | 102                             | 16,523 short tons (14,989 MT)               | 777,890                             |
| 2000 | 10,500 acres (42 km²) | 122                             | 17,663 short tons (16,024 MT)               | 991,770                             |
| 2001 | 11,100 acres (45 km²) | 131                             | 22,163 short tons (20,106 MT)               | 1,082,058                           |
| 2002 | 12,100 acres (49 km²) | 150                             | 20,905 short tons (18,965 MT)               | 1,073,177                           |
| 2003 | 13,400 acres (54 km²) | 170                             | 21,860 short tons (19,831 MT)               | 1,199,086                           |
| 2004 | 13,700 acres (55 km²) | 193                             | 18,620 short tons (16,892 MT)               | 1,286,128                           |
| 2005 | 14,100 acres (57 km²) | 215                             | 23,450 short tons (21,273 MT)               | 1,591,330                           |

2005年現在、オレゴン州には303のワイナリー、384のワイン銘柄、734のVitis vinifera栽培ブドウ園がある。ブドウ園の総面積は14,100エーカー（57 km²）で、2005年には11,800エーカー（48 km²）で収穫が行われた。アメリカ合衆国の全栽培地域の内、オレゴン州は第3位のワイナリー数と第4位の生産量を持つ。2005年には約160万ケースのオレゴン・ワインが販売された。これらのケースの卸し売り値は1億8470万米ドルで、前年のヴィンテージに比べて24%の上昇が見られた。
オレゴン州の経済におけるワイン産業のインパクトは大きい。同州のワイン産業総額は14億米ドルに達する。その中の8億米ドル以上はワイナリーやブドウ園の売上である。オレゴン州のワイン産業により、8,479の雇用に貢献したと推計される。2004年の州外への輸出は、6410万米ドルであった。
オレゴン州でのワイン生産事業は、カリフォルニア州に比べると、格段に小さなスケールなものである。オレゴン州最大のワインメーカーでさえ年間出荷ケース数は125,000ケースで、他のほとんどのメーカーは35,000ケースにも満たない。オレゴン州の特徴は、多くのワイナリーの年間出荷ケース数が5,000ケース以下の小規模ということである。
一方、アメリカ合衆国最大のワイナリーであるE & J Gallo Wineryは、2002年に6500万ケースのワインを生産した。
オレゴン州のワイナリーの大半は自分のブドウ園を所有しているが、一部のワイナリーはブドウを市場から購入している。また、州内には非常に多くの独立したブドウ園が存在している。
オレゴンのワイン産業は、ワイン市場の中でも高価なワインに焦点を当てている。オレゴンのワイン・メーカーのトンあたりの平均収益とケースあたり平均収益は、国内の他の州のワイン・メーカーに比べて高い。1ワイナリー当たりのワインの生産量は低いものの、オレゴン州における平均収益は、ニューヨーク州やワシントン州と同等である。

## 主要なワイン生産地域
大雑把に言って、オレゴン州には3つの主要なワイン生産地域がある。ウィラメット・ヴァレーAVAとサザン・オレゴンAVAはその中の2つで、共にオレゴン州内にすっぽり収まっている。残りの1つであるコロンビア・ゴージAVAはコロンビア川をまたいでおり、オレゴン州とワシントン州の両方に延びているが、オレゴンのAVAとして見なされる。ワシントン州に大部分が含まれるワラ・ワラ・ヴァレーAVAは、一部がオレゴン州のミルトン＝フリーウォーター近郊に入り込んでいる。サザン・オレゴンAVAは近年に設立されたAVAで、ローグ・バレーAVAとアムクワ・ヴァレーAVAが併合して出来たものである。また、いくつかの小さなAVAがサザン・オレゴンAVAに含まれている。スネーク・リバー・ヴァレーAVAはスネーク川に沿ってアイダホ州との州境をまたいでおり、オレゴン東部を含むAVAとしては最初のものである。

### ウィラメット渓谷

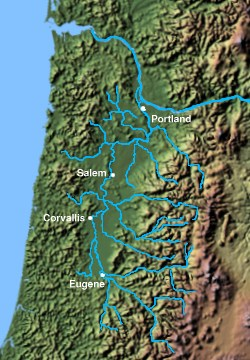
ウィラメット渓谷

ウィラメット・ヴァレーAVAは、ウィラメット渓谷にあるワイン栽培地域である。北端をコロンビア川、南端をユージーン市南部、西端をオレゴン沿岸部、東端をカスケード山脈までを包括する。5,200平方マイル（13,500 km2）の面積を構え、州内のAVAとしては最大。ワイナリーの数も最も多く、2006年現在で約200ある。
ウィラメット渓谷の気候は一年を通じて穏やかで、冬は涼しく多湿、夏は暖かく乾燥している。極端な寒暖は稀である。雨が降る時期は栽培季節を外れており、また降雪も稀である。同渓谷全域がワイン栽培に適しているわけではなく、ほとんどのワイナリーやブドウ園がウィラメット川西部、特にヤムヒル郡に集中して点在している。
この地域はピノ・ノワールを生産していることで最もよく知られ、またピノ・グリ（Pinot gris）、リースリング、シャルドネも高い生産量を誇る。その他、カベルネ・ソーヴィニョン、ゲヴュルツトラミネール、ミュラー＝トゥールガウ、セミヨン、ジンファンデルも生産しているが、その生産量は上記4種に比べて非常に小さい。
ウィラメット・ヴァレーAVAには4つの下位AVA（ダンディー・ヒルズAVA、マクミンヴィルAVA、リボン・リッジAVA、ヤムヒル・カールトン・ディストリクトAVA）が存在する。現在、更なる2つのAVAが申請されているが、審議中である。また、ウィラメット渓谷をセイラム市を境に北部地域と南部地域に二分する傾向が、多くのワイン愛好家の間に見られる。

### 南オレゴン

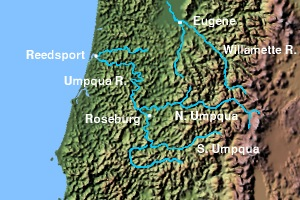
アムクワ川とその支流

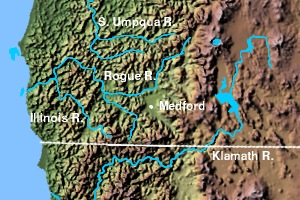
ローグ川とその支流

サザン・オレゴンAVAは、元々この地域に存在したローグ・ヴァレーAVAとアムクワAVAという2つのAVAが合併したことで成立した。（2つのAVAは地理的に離れた場所にあり、これらの間に挟まれた地域も成立時にサザン・オレゴンAVAに加えられたが、山岳地帯のためブドウ園には向いていない。）これら2つの主要地域が協力して市場活動に参加することを目指し、2004年に成立した。
ローグ渓谷とアムクワ渓谷では栽培しているブドウ品種が異なるため、ここでは別々に紹介する。

#### アムクワ・ヴァレーAVA
アムクワ・ヴァレーAVAは山岳地帯を除くアムクワ川流域に広がるAVAである。アムクワ渓谷の気候は、ウィラメット渓谷より温暖だが、南方に位置するローグ渓谷よりは寒冷である。このAVAで栽培されている主要なブドウにピノ・ノワールで、小規模ではあるがピノ・グリ（Pinot gris）、カベルネ・ソーヴィニョン、シャルドネ、リースリング、ならびにフランス＝アメリカ系雑種も栽培されている。また下位AVAとして、レッド・ヒル・ダグラス・カウンティ・オレゴンAVAがある。

#### ローグ・ヴァレーAVA
ローグ・ヴァレーAVAは、ローグ川とその支流であるイリノイ川、アップルゲート川、ベア・クリークの流域に広がるAVAである。この地域のほとんどのワイナリーは、ローグ川そのものより、これら3つの支流に沿って点在している。幅 110 km (70 mi) に、長さ 100 km (60 mi) の面積を構えるが、ブドウ栽培には適さない土地も多く含まれている。ワイナリーの数は20未満で、栽培面積はわずか 4 km2 (1100 acres) である。これら3つの川谷はそれぞれ異なるテロワール（生育環境）にあり、最も東部に位置するベア・クリークは温暖乾燥で、最も西部に位置するイリノイ川は寒冷高湿である。それぞれの川谷は独自の気候を持ち、異なる種類のブドウを育てている。しかし全体的に見れば、オレゴン州のワイン栽培地域の中で最も温暖で乾燥した地域であるといえる。この地域にはアップルゲート・ヴァレーAVAと呼ばれる下位AVAが1つ存在する。

### コロンビア峡谷

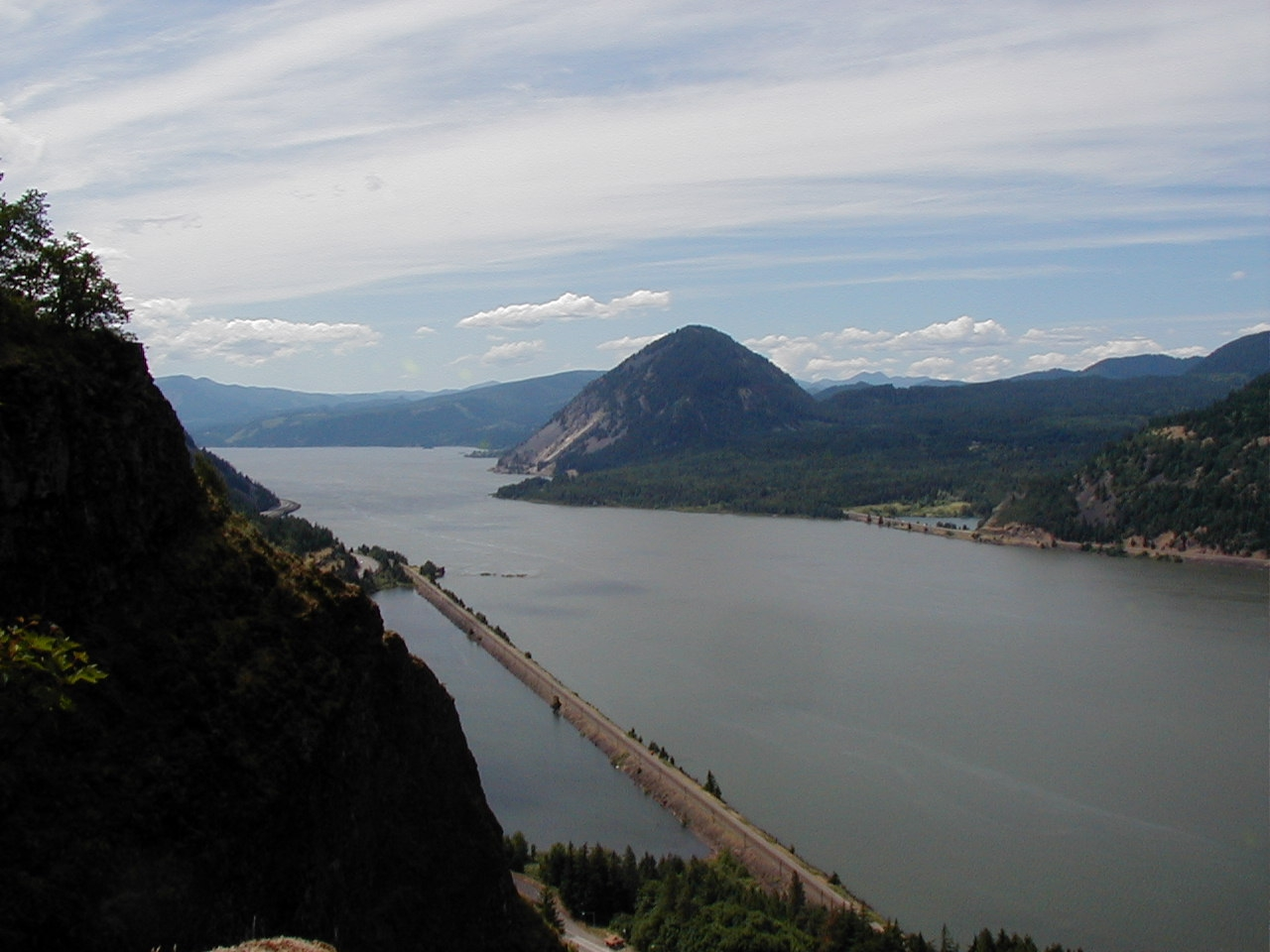
コロンビア川は、コロンビア・ゴージAVAの中心にある。写真はオレゴン州フッドリバー郡。

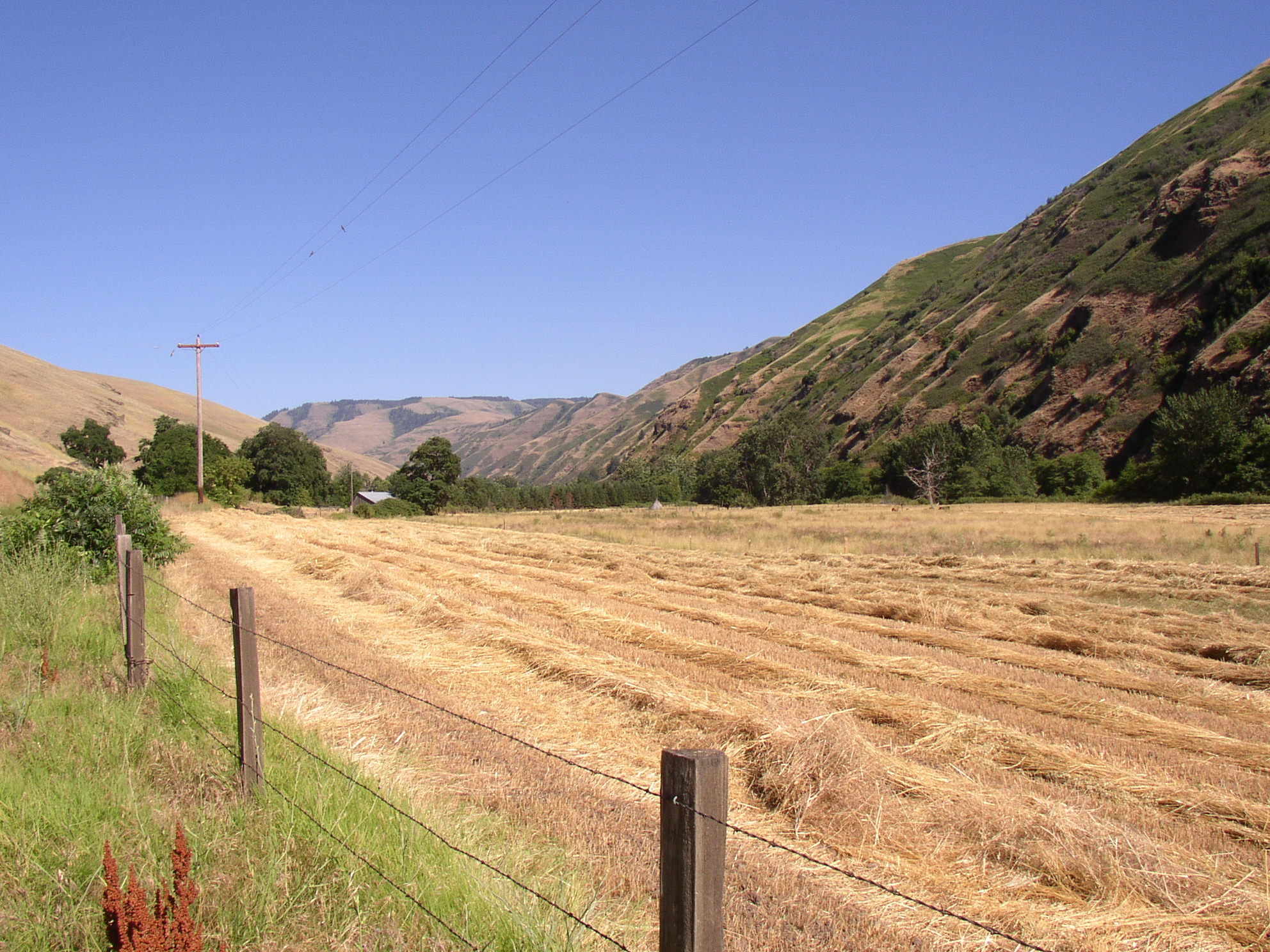
ワラ・ワラ川流域にあるノースフォーク渓谷

コロンビア・ゴージAVAはコロンビア峡谷に広がるAVAで、オレゴン州とワシントン州の両郡に属し、中央をコロンビア川が流れている。。オレゴン州フッドリバー郡及びワスコ郡、ワシントン州スカマニア郡及びクリッキタト郡から構成される。近くにあるフッド山とアダムズ山の山頂付近までを範囲とし、山の雨蔭に位置することから、ウィラメット渓谷に比べて著しく乾燥した気候を持つ。また、峡谷からなる地形のために標高が場所により大きく異なり、強風が日常的に吹いていることもこの地域の特徴的な気候の一因になっている。このような事情もあり、コロンビア・ゴージAVAではさまざまな品種のブドウが幅広く栽培されるに至った。ブドウ園の数は約40で、シラー、ピノ・ノワール、シャルドネ、ゲヴュルツトラミネール、ジンファンデル、カベルネ、ピノ・グリ（Pinot gris）、リースリング、サンジョヴェージェなどを始めとするさまざまな品種が栽培されている。

### ワラ・ワラ渓谷
オレゴン北東部、ミルトン＝フリーウォーター近郊は、1984年に設立されたワラ・ワラ・ヴァレーAVAの一部を形成している。コロンビア・ヴァレーAVAの一部にあたるこの産地は、大部分がワシントン州に広がっている。この地域には100軒近くのワイナリーがあり、栽培地域面積は5 km2（1,200エーカー）に上る。ワラ・ワラ渓谷で栽培されるブドウ品種は、シラー、メルロー、カベルネ・ソーヴィニョン、サンジョヴェージェの他、クノワーズ、カルメネール、ムールヴェドル、カベルネ・フラン、ネッビオーロ、バルベーラなども少量ではあるが生産されている。

### スネーク川渓谷
2007年4月9日、スネーク川沿いに新しいワインブドウ栽培地域が設立した。大部分がアイダホ州に位置しているこの地域は、オレゴン州東部の二大郡（ベーカー郡、マルヒュア郡）も含んでいる。この地域の気候はオレゴン州のAVAとしては珍しく、比較的低い平均気温で雨もあまり降らないため、栽培時期も短くなっている。現在生産されている主要なブドウは、リースリング、ゲヴュルツトラミネール、シャルドネなどの寒さに強い品種である。またこの気候はアイスワインの生産に非常に適している。また、このAVAは非常に広大なため、その中に含まれる微気候により、カベルネ・ソーヴィニョン、メルローなど異なるタイプのブドウの栽培も行われている。

## ワイン観光
オレゴン州のワイン生産の名声が高まるにつれて、ワイン観光（wine tourism）はオレゴン州の重要な産業に進化していった。現地販売はオレゴン・ワイン生産産業でその重要性を次第に増しており、それに関連して宿泊施設、レストラン、アートギャラリーなど観光客を対象とした産業も、ダンディーなどの以前は目立つことの無かった農業地帯を中心に栄えてきている。ワイン・フェスティバルやワイン・テイスティングは一般的に行われるようになった。推計によれば2004年、ワイン観光産業はオレゴン州の経済に9200万米ドルの貢献を果たした（ワイナリーやテイスティング・ルームでの売り上げを除く）。多くの観光客が集まる主要なイベントに、国際ピノ・ノワール祭、オレゴン・ピノ・キャンプがある。

カリフォルニア州のナパ・ヴァレーAVAを始めとするワイン醸造の一等地と比べて、オレゴン州はワイン観光を目的とした施設の設置に遅れを取っている。オレゴン州で一泊の観光をする人々の内、ワイナリーを訪れる者はわずか5%しかおらず、これはカリフォルニア州の栽培地域の10%〜25%に比べてかなり低い数値となっている。オレゴン州では高所得者層を対象とした高級ホテルや高級リゾートなど、他の州のワイン醸造地域ではよく見られる宿泊施設が不足している。2006年8月、オレゴン州の名門ワイナリーであるドメーヌ・ドルーアン・オレゴンの所在地ダンディーにリゾートホテルの建造が予定された。現地の開発業者デイヴィッド・カーンは、同地に50部屋を構えるホテル、スパ、レストランの建造を提案したが、ジ・アイリー・ヴィンヤーズのデイヴィッド・レットなど多くのワイン醸造業者は同地域の景観を著しく損ねる可能性があり、また予定地が一等のワイン栽培地域であることからリゾートホテルよりもワイン生産に用いるべきであるとして、反対運動を起こした。
ワイン観光の人気の高まりは、カジノの存在などと相俟って、ウィラメット渓谷の交通インフラストラクチャーに多大な影響を及ぼした。オレゴン州道99号線西（Oregon Route 99W）はウィラメット渓谷の心臓部分を貫く主要幹線道路である（ニューバーグやダンディーのメインストリートの機能も果たしている）が、頻発する交通渋滞に悩まされている。現在、ニューバーグとダンディーを主要栽培地域をかわしながらバイパスする高速道路の建造計画が進行中であるが、物議を醸している。現在この高速道路建造プロジェクトは資金援助を受けておらず、オレゴン州交通局はこの新バイパス道路を同州では非常に珍しい有料道路にする案を提出している。さらに、新バイパス道路だけでなく99号線西にも交通料金を課すことを提案している。この提案は大きな議論を醸しており、多くの現地住民は一般的な有料道路に対する嫌悪感を抱いているほか、99号線西沿いの産業に悪影響を及ぼす可能性があるとして同計画に反対運動を起こしている。

## 評価
オレゴン・ワインは幾つかの重要な賞を受賞しており、著名なワイン評論家によって称賛を受けている。
- 1904年、フォレスト・グローヴのワイン醸造業者アーネスト・ロイターが、セントルイス万国博覧会で銀賞を受賞した[2]。
- 1979年、ジ・アイリー・ヴィンヤーズの1975年産サウス・ブロック・ピノ・ノワールが、ゴー＝ミヨ・フランス・ワイン・オリンピックのブルゴーニュ様式ワイン部門でトップ10入りを果たし、またピノ・ノワール部門で第1位を獲得した。しかし再試合ではジ・アイリー・ヴィンヤーズはフランスのワインに敗れ2位の評価に甘んじた[32]。
- 1982年、ロンドンの国際ワインコンクールで金賞を2つ獲得した[2]。
- 1985年、ニューヨーク市の国際ワインセンターで開催されたオレゴン・ピノ・ノワール/フランス・ブルゴーニュ・チャレンジで、ヤムヒル・ヴァレー・ヴィンヤーズの1983年産ピノ・ノワールが第1位を獲得した。
- 2006年、7つのオレゴンワインがワイン・スペクテーター誌の年間トップ100ワインリストにランクインを果たした[33]。

## より詳しく知りたい人のために
- The wines and wineries of America's Northwest: the premium wines of Oregon, Washington, and Idaho, 1986, ISBN 093666603X
- A travel companion to the wineries of the Pacific Northwest: featuring the pinot noirs of Oregon's Willamette Valley, 2002, ISBN 0970415435
- Legal issues affecting Oregon wineries & vineyards, 2003
- Oregon wine country, 2004, ISBN 1400013674
- Cooking with the wines of Oregon, 2007, ISBN 155285843X